# Linda Keen

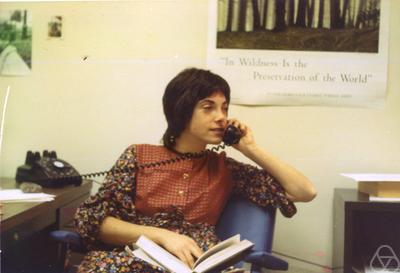
Linda Keen 1971

Linda Goldway Keen (geboren als Linda Goldway; * 9. August 1940 in New York City) ist eine US-amerikanische Mathematikerin.

## Leben und Wirken
Keen studierte am City College of New York und am Courant Institute of Mathematical Sciences of New York University, wo sie 1964 bei Lipman Bers promovierte (Canonical Polygons for Finitely Generated Fuchsian Groups). 1964/65 war sie am Institute for Advanced Study und danach am Hunter College der City University of New York (CUNY). 1968 ist sie am Lehman College der CUNY, wo sie seit 1974 Professor ist und daneben Mitglied des Graduate Center CUNY. Keen war auch unter anderem Gastprofessorin und Gastwissenschaftlerin an der Princeton University, der University of California, Berkeley, dem MIT, der Boston University und der Columbia University.
Sie arbeitete über Riemannsche Flächen und ihre Modulräume (Teichmüller-Räume, sie klassifizieren konforme Strukturen auf Riemannschen Flächen) und höher dimensionale hyperbolische Geometrie (von der Riemannsche Flächen zweidimensionale Beispiele liefern), komplexe Dynamik sowie die der Theorie zugehörigen Klein’schen und Fuchs’schen Gruppen. Teilweise arbeitete sie dabei mit Caroline Series zusammen. Bereits in ihrer Dissertation bei Bers gab sie geometrische Deutungen der reell-analytischen Struktur von Teichmüllerräumen, die Bers und Lars Ahlfors zuvor untersucht hatten. Mit Caroline Series untersuchte sie die von Bernard Maskit eingeführte komplex-analytische Struktur von Teichmüllerräumen mit geometrischen Methoden der hyperbolischen Geometrie, die William Thurston mit seiner Schule entwickelt hatte.
Von Keen stammt das für die geometrische Analyse hyperbolischer Flächen wichtige Collar-Lemma, das geschlossenen Geodätischen Kurven auf hyperbolischen Flächen ein Nachbarschaftsgebiet (collar neighborhood) mit einem Flächenmaß zuordnet, dass nur von der Länge der Geodäte abhängt und monoton gegen Unendlich geht, wenn die Länge der Geodäte gegen Null geht.
1985 bis 1987 war sie Präsidentin der Association for Women in Mathematics. 1992 bis 1995 war sie Vizepräsidentin der American Mathematical Society, deren Fellow sie ist. 1993 war sie Noether-Lecturer (Hyperbolic geometry and spaces of Riemann Surfaces).

## Schriften
- mit Nikola Lakic: Hyperbolic geometry from a local viewpoint. Cambridge University Press 2007, ISBN 0-521-68224-X.
- Herausgeberin mit Robert Devaney: Complex Dynamics – 25 years after the Mandelbrot Set. Contemporary Mathematics, AMS 2006
- Hyperbolic geometry and spaces of Riemann surfaces, Mathematical Intelligencer, 1994, Nr. 3

## Verweise
1. ↑  Linda Keen im Mathematics Genealogy Project (englisch)
2. ↑  übersetzt Kragen-Lemma
3. ↑  Keen Collars on Riemann Surfaces, Annals of Mathematical Studies, Band 79, 1974, S. 263.

| Personendaten    | Personendaten                   |
| ---------------- | ------------------------------- |
| NAME             | Keen, Linda                     |
| ALTERNATIVNAMEN  | Goldway, Linda (Geburtsname)    |
| KURZBESCHREIBUNG | US-amerikanische Mathematikerin |
| GEBURTSDATUM     | 9. August 1940                  |
| GEBURTSORT       | New York City                   |